# Chiesetta del Carè Alto
La chiesetta del Carè Alto (o dei Russi o dei Bosniaci) è un edificio costruito nel 1917 durante la prima guerra mondiale dai prigionieri di guerra russi e serbi nell'Impero austro-ungarico e da lavoratori bosniaci. È situata in alta montagna a quota 2450 m circa , sotto il comune di Pelugo, vicino all'omonimo rifugio, costruito nel 1912 e rinnovato nel 1988. 

## Descrizione
È in stile dinarico, ha il tetto a cinque falde e un piccolo campanile appuntito sulla cima. Al suo interno c'è una trave che reca la scritta Zum Andeken der Soldaten die dem Vaterland mit Gut und Blut gedient haben, "A ricordo dei soldati che hanno servito la patria con i beni e col sangue" .

## Storia

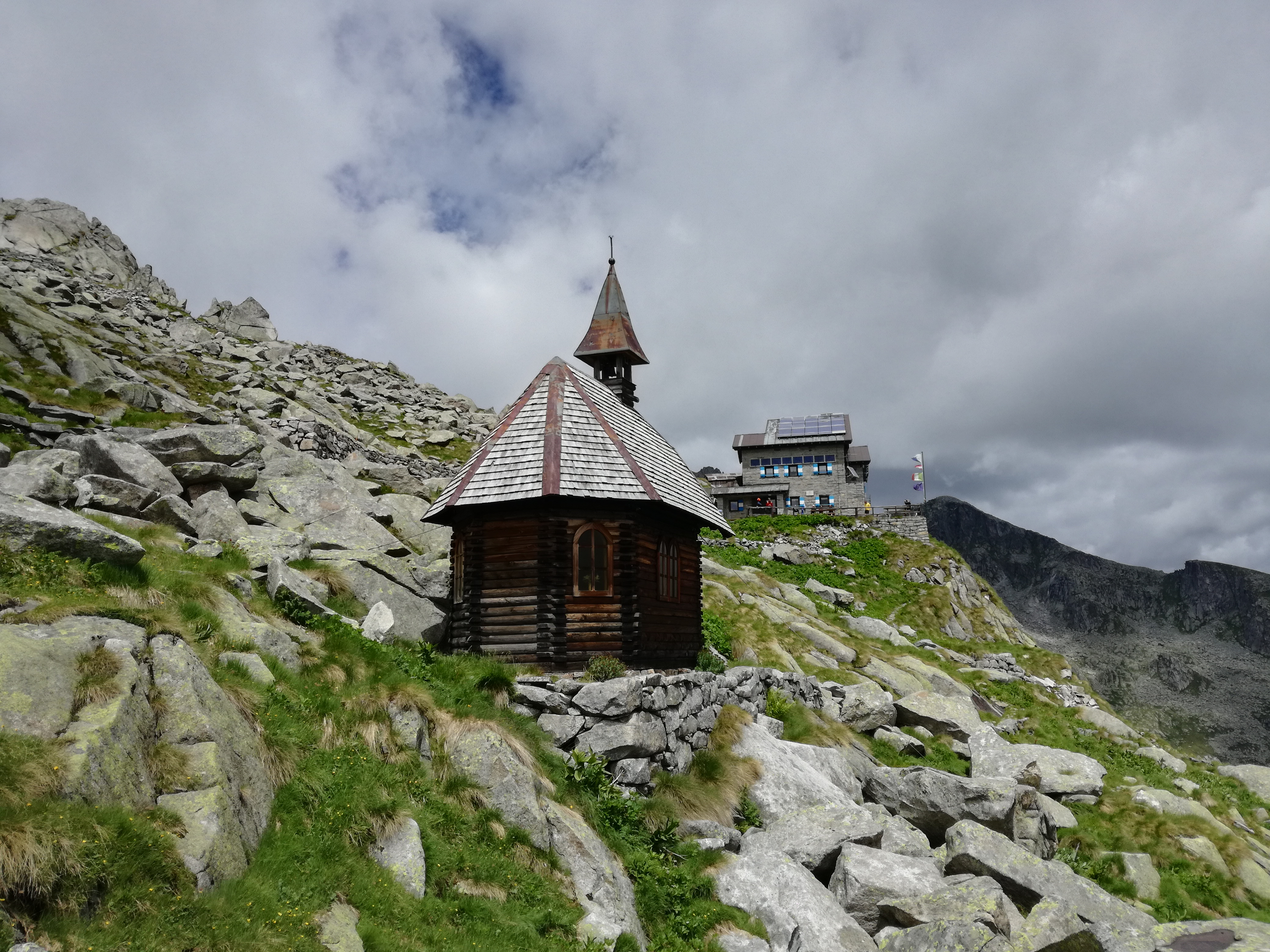
Vista della chiesetta e del rifugio

Si ipotizza sia stata progettata da padre Fabian Barcata
Nel 2014, in occasione dei cento anni dalla prima guerra mondiale, si è svolta una cerimonia, promossa dalla commissione storica della SAT, in collaborazione con il centro russo Borodina, situato a Merano con lo scopo di sviluppare i rapporti tra la provincia autonoma di Bolzano e la Russia, alla quale hanno partecipato anche alcuni studenti russi impiegati in un progetto di ricerca sulle tracce dei prigionieri di guerra.

## Prigionieri russi
I prigionieri di guerra russi si trovavano in Trentino durante la prima guerra mondiale perché venivano mandati a combattere il più lontano possibile dalla loro patria, per evitare rapporti di amicizia tra soldati di eserciti rivali. I soldati trentini venivano mandati a combattere sul "fronte orientale" tra Impero austro-ungarico e Impero russo.  
I prigionieri venivano talvolta genericamente definiti "russi" nonostante fossero sia di nazionalità russa che serba. Venivano impiegati per la maggior parte in lavori di forza come costruzione di strade e trincee, lavori agricoli, e trasporto di risorse e munizioni fino in trincea. In questo modo veniva però violata la convenzione dell'Aia che prevedeva di non impiegare i prigionieri di guerra al fronte. Gran parte dei prigionieri di guerra erano impiegati proprio nella zona del Carè Alto.